# Alexandr Kovaliov
Alexandr Vladímirovich Kovaliov (en ruso: Александр Владимирович Ковалëв; Bélaya Kalitvá, URSS, 2 de marzo de 1975) es un deportista ruso que compitió en piragüismo en la modalidad de aguas tranquilas.
Participó en dos Juegos Olímpicos de Verano, obteniendo dos medallas en Atenas 2004, plata en C2 1000 m y bronce en C2 500 m, y el cuarto lugar en Sídney 2000 (C2 1000 m).
Ganó seis medallas en el Campeonato Mundial de Piragüismo entre los años 1998 y 2005, y diez medallas en el Campeonato Europeo de Piragüismo entre los años 1999 y 2008.

## Palmarés internacional
| Juegos Olímpicos   | Juegos Olímpicos             | Juegos Olímpicos  | Juegos Olímpicos |
| Año                | Lugar                        | Medalla           | Competición      |
| ------------------ | ---------------------------- | ----------------- | ---------------- |
| 2004               | Atenas (Grecia)              | Medalla de plata  | C2 1000 m        |
| 2004               | Atenas (Grecia)              | Medalla de bronce | C2 500 m         |
| Campeonato Mundial |                              |                   |                  |
| Año                | Lugar                        | Medalla           | Competición      |
| 1998               | Szeged (Hungría)             | Medalla de oro    | C2 1000 m        |
| 1999               | Milán (Italia)               | Medalla de oro    | C2 1000 m        |
| 1999               | Milán (Italia)               | Medalla de bronce | C2 500 m         |
| 2001               | Poznań (Polonia)             | Medalla de bronce | C4 200 m         |
| 2003               | Gainesville (Estados Unidos) | Medalla de plata  | C2 1000 m        |
| 2005               | Zagreb (Croacia)             | Medalla de oro    | C4 200 m         |
| Campeonato Europeo |                              |                   |                  |
| Año                | Lugar                        | Medalla           | Competición      |
| 1999               | Zagreb (Croacia)             | Medalla de oro    | C2 1000 m        |
| 1999               | Zagreb (Croacia)             | Medalla de plata  | C2 500 m         |
| 2000               | Poznań (Polonia)             | Medalla de bronce | C2 500 m         |
| 2000               | Poznań (Polonia)             | Medalla de bronce | C2 1000 m        |
| 2001               | Milán (Italia)               | Medalla de plata  | C2 500 m         |
| 2001               | Milán (Italia)               | Medalla de bronce | C2 1000 m        |
| 2004               | Poznań (Polonia)             | Medalla de plata  | C2 1000 m        |
| 2005               | Poznań (Polonia)             | Medalla de plata  | C4 200 m         |
| 2005               | Poznań (Polonia)             | Medalla de bronce | C2 500 m         |
| 2008               | Milán (Italia)               | Medalla de bronce | C4 500 m         |